# Orazio Marinali
Orazio Marinali (* 16. Februar 1643 Bassano del Grappa; † 8. Februar 1720 Vicenza) war ein Ende des 17. und Anfang des 18. Jahrhunderts vor allem in Vicenza und im Veneto aktiver Bildhauer.

## Biographie
Orazio Marinali war Schüler des vor allem in Venedig tätigen Bildhauers Josse le Court. Von Marinali und seiner Werkstatt stammen mehr als 150 Statuen der Villa Conti Lampertico (La Deliziosa) in Venetien. Viele seiner Werke wurden im 20. Jahrhundert in die Villa La Pietra bei Florenz gebracht.

## Werke
- La Ruota (Rad), eine kolossale Statuengruppe mit den vier Erdteilen in der Villa Conti Lampertico (La Deliziosa)
- Statuen der Villa La Pietra